# Where the Trail Led
Where the Trail Led è un cortometraggio muto del 1915 diretto e interpretato da Rupert Julian. Nel cast del film, un western della durata di circa venti minuti, appaiono anche i nomi di Dorothy Davenport, Lee Hill e Ben Harding. Prodotto dalla Balboa, fu distribuito dalla Pathé Exchange.

## Trama
Where the Trail Led è un romanzo storico e di avventura che segue le vicende di un giovane protagonista, spesso un ragazzo o una giovane donna, che intraprende un lungo e pericoloso viaggio attraverso la frontiera americana durante il XIX secolo. Ambientato nel periodo dell’espansione verso ovest, il libro esplora le difficoltà e le sfide incontrate dai pionieri, inclusi il confronto con la natura selvaggia, le interazioni con le tribù indigene e le difficoltà di sopravvivenza in un ambiente ostile.
Il protagonista, spinto dalla speranza di una vita migliore, si trova a dover affrontare numerosi pericoli, sia fisici che emotivi, durante il suo viaggio. Attraverso queste esperienze, il personaggio cresce, affronta paure interiori e sviluppa una nuova consapevolezza di sé e del mondo circostante. La trama mette in evidenza temi come la determinazione, il coraggio e la resilienza, mentre il protagonista prende decisioni cruciali che influenzeranno non solo il suo destino, ma anche quello delle persone che incontra lungo il cammino.

## Produzione
Il film, che fu prodotto dai fratelli E.D. Horkheimer e H.M. Horkheimer per la loro compagnia, la Balboa Amusement Producing Company, venne girato a Long Beach, in California.

## Distribuzione
Distribuito dalla Pathé Exchange, il film - un cortometraggio in due bobine - uscì nelle sale cinematografiche statunitensi il 19 luglio 1915.